# قرار مجلس الأمن التابع للأمم المتحدة رقم 1138
قرار مجلس الأمن التابع للأمم المتحدة رقم 1138، المتخذ بالإجماع في 14 تشرين الثاني / نوفمبر 1997، بعد الإشارة إلى جميع القرارات المتعلقة بالحالة في طاجيكستان وعلى طول الحدود الطاجيكية الأفغانية، وسع المجلس ومدد ولاية بعثة مراقبي الأمم المتحدة في طاجيكستان حتى 15 مايو 1998.
ولاحظ المجلس إحراز مزيد من التقدم في تنفيذ اتفاق السلام بين حكومة طاجيكستان والمعارضة الطاجيكية المتحدة، وتم احترام وقف إطلاق النار. ظل الوضع الأمني غير مستقر وهناك أعمال عنف في وسط البلاد، رغم أن أجزاء أخرى ظلت هادئة.
أحرز الطرفان في طاجيكستان تقدماً فيما يتعلق بلجنة المصالحة الوطنية، وتبادل أسرى الحرب، وإعادة اللاجئين، وتشكيل وحدة أمنية مشتركة لحماية أفراد بعثة مراقبي الأمم المتحدة في طاجيكستان. ورحب المجلس بكل هذه التطورات، ثم وسع ولاية بعثة مراقبي الأمم المتحدة في طاجيكستان إلى:
(أ) التعاون في عملية الانتخاب والاستفتاء.
(ب) التحقيق في تقارير انتهاكات وقف إطلاق النار.
(ج) رصد نزع سلاح وتسريح وإعادة دمج قوات المعارضة الطاجيكية الموحدة.
(د) تنسيق مساعدة الأمم المتحدة لطاجيكستان.
(هـ) الحفاظ على الاتصالات مع كلا الطرفين، وقوة حفظ السلام التابعة لرابطة الدول المستقلة ومنظمة الأمن والتعاون في أوروبا.
ورحب بعزم الأمين العام كوفي عنان على عقد مؤتمر للمانحين لتوفير الأموال للعمليات في طاجيكستان. طُلب منه أخيرًا تقديم تقرير في غضون ثلاثة أشهر عن تنفيذ القرار الحالي.

## روابط خارجية
- نص القرار في undocs.org